# Список серий аниме One Piece (серии 337—384)
Здесь представлен список серий 337—381 аниме One Piece, их краткое содержание, даты выхода на родине, а также главы манги, по которым они сняты. Сезон делится на сюжетные арки — фрагменты сериала, объединённые общим сюжетом. Некоторые сюжетные арки являются экранизацией событий манги, изображённых на обложках различных глав

## Список серий

### Триллер-Барк
| №   | Название серии | Экранизированные главы манги | Премьера              |
| --- | --- | ---------------------------- | --------------------- |
| 337 | Вперёд, в дьявольские воды! Загадочный скелет, дрейфующий в тумане «Ma no Umi Totsunyū! Kiri ni Ukabu Nazo no Gaikotsu» (魔の海突入！霧に浮かぶ謎のガイコツ)        | 442                          | 6 января 2008 года    |
| 338 | Радость от встречи с людьми! Истинная личина благородного скелета «Hito ni Aeta Yorokobi! Gaikotsu Shinshi no Shōtai» (人に逢えた喜び！ ガイコツ紳士の正体)         | 443                          | 13 января 2008 года   |
| 339 | Аномалия за аномалией! Высадка на «Триллер-Барке» «Kai Genshō Zokuzoku! Surirābāku Jōriku» (怪現象ぞくぞく！ スリラーバーク上陸)                                    | 443, 444                     | 20 января 2008 года   |
| 340 | Признанный гений! Появление Хогбака! «Tensai to Yobareta Otoko! Hogubakku Arawaru!» (天才と呼ばれた男！ ホグバック現る！)                                           | 445, 446                     | 27 января 2008 года   |
| 341 | Нами в большой опасности! Особняк с зомби и человек-невидимка «Nami Dai Pinchi! Zonbi Yashiki to Tōmei Ningen» (ナミ大ピンチ！ ゾンビ屋敷と透明人間)                | 446, 447                     | 3 февраля 2008 года   |
| 342 | Тайна зомби! Кошмарная лаборатория Хогбака «Zonbi no Nazo! Akumu no Hogubakku Kenkyūjo» (ゾンビの謎！悪夢のホグバック研究所)                                        | 447, 448, 449                | 10 февраля 2008 года  |
| 343 | Его зовут Мория! Ловушка великого корсара, похищающего тени «Sono Na wa Moria! Kage o Nigiru Daikaizoku no Wana» (その名はモリア！影を握る大海賊の罠)               | 448, 449                     | 17 февраля 2008 года  |
| 344 | Праздник с песнопением зомби! Колокола ночного налёта суть звуки тьмы «Zonbi Songu no Kyōen! Yo Uchi no Kane wa Yami no Oto» (ゾンビ歌の饗宴！夜討ちの鐘は闇の音)   | 450                          | 24 февраля 2008 года  |
| 345 | Стая зверей? Сад чудес Пероны «Dōbutsu Ippai? Perōna no Wandāgāden» (動物いっぱい？ペローナの不思議の庭)                                                            | 451                          | 2 марта 2008 года     |
| 346 | Пропадающая команда Соломенной Шляпы! Выход загадочного мастера меча! «Kieru Mugiwara Ichimi! Arawareta Nazo no Kenshi!» (消える麦わら一味！現れた謎の剣士！)       | 452                          | 9 марта 2008 года     |
| 347 | Остаточное рыцарство! Зомби-перебежчик оберегает Нами «Nokoru Kishidō! Nami o Mamoru Uragiri Zonbi» (残る騎士道！ナミを守る裏切りゾンビ)                            | 453                          | 16 марта 2008 года    |
| 348 | Появившийся с небес! Это он — Фехтовальщик-напевала! «Sora kara Sanjō! Kenkyō Hanauta wa Ano Otoko!» (空から参上！剣狭ハナウタはあの男！)                           | 454                          | 23 марта 2008 года    |
| 349 | Луффи попал в переплёт! Назначение для сильнейшей тени! «Rufi Kinkyūjitai! Saikyō no Kage no Ikisaki!» (ルフィ緊急事態！最強の影の行き先！)                         | 455                          | 30 марта 2008 года    |
| 350 | Воитель, прослывший дьяволом!!! Миг возрождения Орза «Majin to Yobareta Senshi!! Ōzu Fukkatsu no Toki» (魔人と呼ばれた戦士！！オーズ復活の時)                       | 456                          | 20 апреля 2008 года   |
| 351 | Пробуждение 500 лет спустя!!! Орз открывает глаза!!! «Gohyakunen buri no Mezame!! Ōzu Kaigan!!» (500年ぶりの目覚め！！オーズ開眼！！)                               | 457                          | 27 апреля 2008 года   |
| 352 | Мольбы о пощаде во имя убеждений!!! Брук спасает своё афро «Shinnen no Inochi-goi!! Afuro o Mamoru Burukku» (信念の命乞い！！アフロを守るブルック)                  | 458                          | 4 мая 2008 года       |
| 353 | Клятва мужчины живёт вечно!!! Другу, что ждёт под недосягаемым небом «Otoko no Chikai wa Shinazu!! Tōi Sora de Matsu Tomo e» (男の誓いは死なず！！遠い空で待つ友へ) | 458, 459                     | 11 мая 2008 года      |
| 354 | Клянусь увидеться с ним вновь!!! Брук и мыс обещания «Kanarazu Ai ni Iku!! Burukku to Yakusoku no Misaki» (必ず会いに行く！！ブルックと約束の岬)                    | 459                          | 18 мая 2008 года      |
| 355 | Еда, Нами и тени!!! Яростная контратака Луффи «Meshi to Nami to Kage!! Rufi Ikari no Daihangeki» (メシとナミと影！！ルフィ怒りの大反撃)                             | 460                          | 25 мая 2008 года      |
| 356 | Усопп — сильнейший? С угнетением я управлюсь «Usoppu Saikyō? Negatibu wa Makasetoke» (ウソップ最強？ネガティブは任せとけ)                                           | 461                          | 1 июня 2008 года      |
| 357 | Скоропостижная кончина зомби-генералов!!! Орза тянет на приключения!!! «Jeneraru Zonbi Shunsatsu Ōzu wa Bōken Kibun!!» (将軍ゾンビ瞬殺！！オーズは冒険気分！！)     | 462, 463                     | 8 июня 2008 года      |
| 358 | Пылающий рыцарь Санджи!!! Лживая свадьба буквально растоптана «Honō no Naito Sanji!! Keri Tsubuse Itsuwari no Kyoshiki» (炎の騎士サンジ！！蹴り潰せの偽り挙式)      | 463                          | 15 июня 2008 года     |
| 359 | Узы Скрывай-Скрывай? Похищенная мечта Санджи «Suke Suke no Innen? Ubawareta Sanji no Yume» (スケスケの因縁？奪われたサンジの夢)                                     | 463, 464                     | 22 июня 2008 года     |
| 360 | Герой, на помощь!!! Сражение с непоколебимой принцессой «Tasukete Hīrō! Teki wa Fujimi no Purinsesu» (助けて英雄！敵は不死身のプリンセス)                           | 465                          | 29 июня 2008 года     |
| 361 | Потрясение Пероны!!! «У» в слове «уловка» — это «У» в имени «Усопп» «Perona Kyōfu!! Uso no U wa Usoppu no U» (ペローナ恐怖！！嘘のウはウソップのウ)                 | 466                          | 6 июля 2008 года      |
| 362 | Танец клинков на крыше!!! Итог схватки Зоро и Рюмы «Yane ni Mau Zangeki! Kecchaku Zoro tai Ryūma» (屋根に舞う斬撃！決着ゾロVSリューマ)                              | 466, 467                     | 13 июля 2008 года     |
| 363 | Чоппер в бешенстве!!! Зловещие медицинские изыскания Хогбака «Choppā Gekido!! Hogubakku Ma no Ijutsu» (チョッパー激怒！！ホグバック魔の医術)                        | 468                          | 20 июля 2008 года     |
| 364 | Рёв Орза!!! Покажись, команда Соломенной Шляпы «Ōzu Hoeru!! Dete Koi Mugiwara no Ichimi» (オーズ吼える！！出て来い麦わらの一味)                                     | 469                          | 3 августа 2008 года   |
| 365 | Противник — Луффи!!! Лучший зомби против экипажа Соломенной Шляпы «Teki wa Rufi!! Saikyō Zonbi tai Mugiwara no Ichimi» (敵はルフィ！！最強ゾンビ対麦わらの一味)     | 470, 471                     | 10 августа 2008 года  |
| 366 | Сразить Авессалома!!! Нами и её молния дружбы!!! «Taorero Abusaromu!! Nami Yūjō no Raigeki!!» (倒れろアブサロム！！ナミ友情の雷撃！！)                              | 471                          | 17 августа 2008 года  |
| 367 | Сразить наповал!!! Убийственная стыковка команды? «Ubae Daun!! Hissatsu Mugiwara Dokkingu?» (奪えダウン！！必殺麦わらドッキング？)                                  | 472                          | 24 августа 2008 года  |
| 368 | Бесшумное вторжение!!! Загадочный гость: Тиран Гризли «Ashioto Naki Shūrai!! Nazo no Hōmonsha: Bōkun Kuma» (足音なき襲来！！謎の訪問者•暴君くま)                    | 473                          | 31 августа 2008 года  |
| 369 | Орз + Мория — чудовищное сочетание силы и интеллекта «Ōzu Purasu Moria — Chikara to Zunō no Saikyō Gattai» (オーズ+モリア 力と頭脳の最強合体)                       | 474                          | 7 сентября 2008 года  |
| 370 | Тайный план по взятию реванша! В игру вступает Кошмарный Луффи «Gyakuten e no Hisaku — Naitomea Rufi Kenzan» (逆転への秘策 ナイトメア•ルフィ見参)                   | 475, 476                     | 14 сентября 2008 года |
| 371 | Поражение команды Соломенной Шляпы! Весь потенциал силы Тень-Тень «Kaimetsu, Mugiwara Ichimi — Kage Kage no Chikara Zenkai» (壊滅、麦わら一味 カゲカゲの能力全開)   | 476, 477                     | 21 сентября 2008 года |
| 372 | Борьба превосходств начинается! Луффи против Луффи «Chōzetsu Batoru Sutāto! Rufi tai Rufi» (超絶バトルスタート！ ルフィVSルフィ)                                    | 478, 479                     | 28 сентября 2008 года |
| 373 | Близится конец сражения! Время нанести последний удар «Kecchaku Semaru! Tatakikome, Todome no Ichigeki» (決着迫る！ たたき込め、とどめの一撃)                       | 480, 481                     | 5 октября 2008 года   |
| 374 | Тела начинают исчезать! Утреннее солнце озаряет кошмарный остров! «Karada ga Kieru! Akumu no Shima ni Sasu Asahi!» (肉体が消える！ 悪夢の島に射す朝日！)            | 481, 482                     | 12 октября 2008 года  |
| 375 | Из огня да в полымя! Приказ об устранении шайки Соломенной Шляпы «Owaranai Kiki! Mugiwara Ichimi Massatsu Shirei» (終わらない危機！麦わら一味抹殺指令)              | 483                          | 19 октября 2008 года  |
| 376 | Всеотражающая способность Гризли и его сила Лапа-Лапа «Subete o Hajiku Kuma no Nikyu Nikyu no Chikara» (すべてを弾く くまのニキュニキュの能力)                      | 484                          | 9 ноября 2008 года    |
| 377 | Боль соратников — моя боль. Отчаянный бой Зоро «Nakama no Itami wa Waga Itami — Zoro Kesshi no Tatakai» (仲間の痛みは我が痛み ゾロ決死の戦い)                       | 485                          | 16 ноября 2008 года   |
| 378 | Клятва давно минувших дней! Песнь пиратов и китёнок «Tōi Hi no Yakusoku — Kaizoku no Uta to Chīsana Kujira» (遠い日の約束 海賊の唄と小さなクジラ)                   | 486                          | 23 ноября 2008 года   |
| 379 | Прошлое Брука! Слёзное прощание с весёлым соратником «Burukku no Kako — Yōki na Nakama Kanashiki Wakare» (ブルックの過去 陽気な仲間悲しき別れ)                      | 487                          | 30 ноября 2008 года   |
| 380 | «Бинксов ром» — песня, связавшая прошлое с настоящим «Binkusu no Sake — Kako to Ima o Tsunagu Uta» (ビンクスの酒 過去と現在をつなぐ唄)                              | 487, 488                     | 7 декабря 2008 года   |
| 381 | Новый соратник! Музыкант — Напевала Брук «Aratana Nakama! Ongakuka — Hanauta no Burukku» (新たな仲間！音楽家・鼻唄のブルック)                                       | 489, 490                     | 14 декабря 2008 года  |

### Приключения после «Триллер-Барка» (филлер)
| №   | Название серии | Экранизированные главы манги | Премьера             |
| --- | --- | ---------------------------- | -------------------- |
| 382 | Тормоз-тормозная угроза — Фокси Серебряный Лис возвращается снова «Noro Noro no Kyōi — Gingitsune no Fokushī Futatabi» (ノロノロの脅威 銀狐のフォクシー再び)   | Нет (филлер)                 | 21 декабря 2008 года |
| 383 | Пади, «Остров Спа»! Грандиозная погоня за сокровищами «Otakara Daisōdatsusen! Hōkai! Supa Airando-gō» (お宝大争奪戦！ 崩壊！スパアイランド号)                  | Нет (филлер)                 | 28 декабря 2008 года |
| 384 | Легко ли стать настоящим соратником? Тяжелейшее испытание Брука «Burukku Daifuntō — Shin no Nakama he no Michi Kewashi?» (ブルック大奮闘 真の仲間への道険し？) | Нет (филлер)                 | 11 января 2009 года  |